# Marouane Fellaini
Marouane Fellaini-Bakkioui (ur. 22 listopada 1987 w Etterbeek) – belgijski piłkarz pochodzenia marokańskiego, który występował na pozycji środkowego pomocnika. W latach 2007–2018 występował w reprezentacji Belgii. Brązowy medalista Mistrzostw Świata 2018. Uczestnik Mistrzostw Świata 2014 i Mistrzostw Europy 2016.

## Kariera klubowa
Fellaini urodził się w Belgii, ale jego rodzice pochodzą z Maroka. Jego ojciec w latach 70. był zawodnikiem klubu Raja Casablanca. W wieku 7 lat Fellaini trafił do szkółki piłkarskiej Anderlechtu. Następnie grał w młodzieżowych zespołach RAEC Mons, Boussu Dour Borinage oraz Royal Charleroi. W 2004 roku trafił do Standardu Liège. Pierwszy mecz w barwach klubu Fellaini rozegrał 4 sierpnia 2006 roku, zaś Standard przegrał 1:2 z Charleroi. W sezonie 2007/08 wywalczył z klubem mistrzostwo Belgii.
1 września 2008 roku Fellaini podpisał pięcioletni kontrakt z angielskim Evertonem, który zapłacił za niego ok. 15 milionów funtów. Tym samym Fellaini stał się najdroższym zawodnikiem w historii klubu, a także najdroższym w historii belgijskiego futbolu. W nowej drużynie zadebiutował 14 września w meczu ze Stoke City. 5 października w zremisowanym 2:2 ligowym spotkaniu z Newcastle United zdobył swoją pierwsza bramkę.
2 września 2013 roku został zawodnikiem Manchesteru United. "Czerwone Diabły" zapłaciły za niego Evertonowi 27,5 mln funtów. Swoją pierwszą bramkę dla klubu strzelił 20 października 2014 roku w zremisowanym 2:2 meczu z West Bromwich Albion.
1 lutego 2019 roku podpisał kontrakt z Shandong Luneng.
5 lutego 2024 roku zakończył piłkarską karierę.

## Kariera reprezentacyjna
W reprezentacji Belgii Fellaini zadebiutował 7 lutego 2007 roku w przegranym 0:2 meczu z Czechami. Zaczął też występować w eliminacjach do Euro 2008, a w przegranym 1:2 meczu z Portugalią zdobył honorowego gola dla Belgii. W 2008 roku wraz z kadrą olimpijską zajął 4. miejsce na Igrzyskach Olimpijskich w Pekinie.

## Statystyki kariery
(aktualne na dzień 1 lutego 2019)
| Klub               | Sezon              | Liga                 | Liga  | Liga   | Puchar kraju | Puchar kraju | Puchar ligi | Puchar ligi | Kontynentalne | Kontynentalne | Inne  | Inne   | Suma  | Suma   |
| Klub               | Sezon              | Liga                 | Mecze | Bramki | Mecze        | Bramki       | Mecze       | Bramki      | Mecze         | Bramki        | Mecze | Bramki | Mecze | Bramki |
| ------------------ | ------------------ | -------------------- | ----- | ------ | ------------ | ------------ | ----------- | ----------- | ------------- | ------------- | ----- | ------ | ----- | ------ |
| Standard Liège     | 2006/07            | Eerste klasse        | 30    | 3      | 7            | 1            | –           | –           | 3             | 0             | –     | –      | 40    | 4      |
| Standard Liège     | 2007/08            | Eerste klasse        | 31    | 6      | 5            | 1            | –           | –           | 3             | 0             | –     | –      | 39    | 7      |
| Standard Liège     | 2008/09            | Eerste klasse        | 3     | 0      | 0            | 0            | –           | –           | 2             | 0             | –     | –      | 5     | 0      |
| Standard Liège     | Ogólnie            | Ogólnie              | 64    | 19     | 12           | 2            | 0           | 0           | 8             | 0             | 0     | 0      | 84    | 11     |
| Everton            | 2008/09            | Premier League       | 30    | 8      | 4            | 1            | 1           | 0           | –             | –             | –     | –      | 35    | 9      |
| Everton            | 2009/10            | Premier League       | 23    | 2      | 2            | 0            | 2           | 0           | 7             | 1             | –     | –      | 34    | 3      |
| Everton            | 2010/11            | Premier League       | 20    | 1      | 3            | 1            | 2           | 1           | –             | –             | –     | –      | 25    | 3      |
| Everton            | 2011/12            | Premier League       | 34    | 3      | 6            | 1            | 3           | 1           | –             | –             | –     | –      | 43    | 5      |
| Everton            | 2012/13            | Premier League       | 31    | 11     | 4            | 1            | 1           | 0           | –             | –             | –     | –      | 36    | 12     |
| Everton            | 2013/14            | Premier League       | 3     | 0      | 0            | 0            | 1           | 1           | –             | –             | –     | –      | 4     | 1      |
| Everton            | Ogólnie            | Ogólnie              | 141   | 25     | 19           | 4            | 10          | 3           | 7             | 1             | 0     | 0      | 177   | 33     |
| Manchester United  | 2013/14            | Premier League       | 16    | 0      | 0            | 0            | 0           | 0           | 5             | 0             | 0     | 0      | 21    | 0      |
| Manchester United  | 2014/15            | Premier League       | 27    | 6      | 4            | 1            | 0           | 0           | –             | –             | –     | –      | 31    | 7      |
| Manchester United  | 2015/16            | Premier League       | 18    | 1      | 6            | 2            | 2           | 0           | 8             | 1             | –     | –      | 34    | 4      |
| Manchester United  | 2016/17            | Premier League       | 28    | 1      | 3            | 1            | 4           | 1           | 11            | 1             | 1     | 0      | 47    | 4      |
| Manchester United  | 2017/18            | Premier League       | 16    | 4      | 3            | 0            | 0           | 0           | 3             | 1             | 1     | 0      | 23    | 5      |
| Manchester United  | 2018/19            | Premier League       | 14    | 0      | 1            | 0            | 1           | 1           | 5             | 1             | –     | –      | 21    | 2      |
| Manchester United  | Ogólnie            | Ogólnie              | 119   | 12     | 17           | 4            | 7           | 2           | 32            | 4             | 2     | 0      | 177   | 22     |
| Shandong Luneng    | 2019               | Chinese Super League | 0     | 0      | 0            | 0            | –           | –           | 0             | 0             | 0     | 0      | 0     | 0      |
| Shandong Luneng    | Ogólnie            | Ogólnie              | 0     | 0      | 0            | 0            | 0           | 0           | 0             | 0             | 0     | 0      | 0     | 0      |
| Ogólnie w karierze | Ogólnie w karierze | Ogólnie w karierze   | 324   | 55     | 48           | 10           | 17          | 5           | 47            | 5             | 2     | 0      | 438   | 65     |

## Sukcesy

### Manchester United
- Puchar Anglii (1): 2015/2016
- Tarcza Wspólnoty (1): 2016
- Puchar Ligi (1): 2016/2017
- Liga Europy (1): 2016/2017